# Gặp gỡ
Gặp gỡ (tiếng Hàn: 남자친구; Romaja: Namjachingu) là một bộ phim truyền hình Hàn Quốc năm 2018 với sự tham gia của  Song Hye-kyo và Park Bo-gum. Phim được phát sóng vào thứ Tư và thứ Năm hàng tuần lúc 21:30 (KST) trên kênh truyền hình cáp tvN từ ngày 28 tháng 11 năm 2018 đến ngày 24 tháng 1 năm 2019. Nó là một trong những bộ phim truyền hình Hàn Quốc có tỷ suất người xem cao nhất trong lịch sử truyền hình cáp.
Ở quốc tế, bộ phim được phát sóng trên ViuTV và Viki, và đã được bán choNow TV của Hong Kong, Starhub của Singapore, 8TV của Malaysia,  Channel 7 của Thái Lan, FOX và iQiyi của Đài Loan, HTV2 của Việt Nam (với tựa đề là "Bạn trai" theo cách dịch của kênh) cũng như Mnet Nhật Bản và đã được phát sóng trên 100 quốc gia.

## Nội dung
Mang lại cho nhau số phận, một người phụ nữ dường như có tất cả mọi thứ và một chàng trai trẻ dường như không có gì quyết định từ bỏ một cuộc sống bình thường để ở bên nhau.

## Diễn viên

### Diễn viên chính
- Song Hye-kyo vai Cha Soo-hyun[16]

Con gái của một chính trị gia nổi tiếng và là con dâu cũ của một gia đình giàu có.
- Park Bo-gum vai Kim Jin-hyuk

Một thanh niên tự do, bình thường, người tìm thấy niềm vui trong những điều đơn giản nhất.
Nhưng cả hai gặp được nhau tất cả lại là định mệnh

### Diễn viên phụ

#### Những người xung quanh Cha Soo-hyun
- Jang Seung-jo vai Jung Woo-seok[17]

Chồng cũ của Cha Soo-hyun.
- Moon Sung-keun vai Cha Jong-hyun[18]

Cha của Cha Soo-hyun.
- Nam Ki-ae [ko] vai Jin Mi-ock[19]

Mẹ của Cha Soo-hyun.
- Ko Chang-seok vai Nam Myeong-sik[20]

Tài xế của Cha Soo-hyun.
- Kwak Sun-young [ko] vai Jang Mi-jin

Thư ký của Cha Soo-hyun.
- Cha Hwa-yeon vai Chủ tịch Kim Hwa-jin

Mẹ của Jung Woo-seok.

#### Những người xung quanh Kim Jin-hyuk
- Shin Jung-geun vai Kim Jang-soo[21]

Cha của Kim Jin-hyuk.
- Baek Ji-won [ko] vai Joo Yeon-ja[21]

Mẹ của Kim Jin-hyuk.
- P.O vai Kim Jin-myung[22]

Em trai của Kim Jin-hyuk.
- Kim Joo-heon [ko] vai Lee Dae-chan[23]

Bạn của Kim Jin-hyuk, người mở một nhà hàng.

#### Khách sạn Donghwa
- Kim Hye-eun vai Kim Sun-joo

Trưởng phòng PR của Kim Jin-hyuk tại nơi làm việc.
- Jeon So-nee vai Jo Hye-in[24]

Bạn của Kim Jin-hyuk và tiền bối tại nơi làm việc.
- Kim Ho-chang [ko] vai Lee Jin-ho

Đồng nghiệp của Kim Jin-hyuk.
- Lee Si-hoon [ko] vai Park Han-gil[25]

Đồng nghiệp của Kim Jin-hyuk.
- Park Jin-joo vai Eun-jin[26]

Đồng nghiệp của Kim Jin-hyuk, người có hứng thú với anh.
- Park Sung-geun [ko] vai Choi Jin-cheul

## Sản xuất
- Buổi đọc kịch bản đầu tiên được tổ chức vào ngày 23 tháng 8 năm 2018.[27][28]
- Quy trình sản xuất chính thức bắt đầu vào tháng 9 năm 2018,[29] với một số phân cảnh được ghi hình tại Cuba.[30]

## Nhạc phim

### Phần 1
| Phát hành vào ngày 29 tháng 11 năm 2018 | Phát hành vào ngày 29 tháng 11 năm 2018 | Phát hành vào ngày 29 tháng 11 năm 2018 | Phát hành vào ngày 29 tháng 11 năm 2018 | Phát hành vào ngày 29 tháng 11 năm 2018 | Phát hành vào ngày 29 tháng 11 năm 2018 |
| STT                                     | Nhan đề                                 | Phổ lời                                 | Phổ nhạc                                | Artist                                  | Thời lượng                              |
| --------------------------------------- | --------------------------------------- | --------------------------------------- | --------------------------------------- | --------------------------------------- | --------------------------------------- |
| 1.                                      | "The Day We Met" (영화 같던 날)         | Nam Hye-seung, Park Jin-ho              | Nam Hye-seung, Park Jin-ho              | Cheeze                                  | 03:56                                   |
| 2.                                      | "The Day We Met" (Inst.)                |                                         | Nam Hye-seung, Park Jin-ho              |                                         | 03:56                                   |
| Tổng thời lượng:                        | Tổng thời lượng:                        | Tổng thời lượng:                        | Tổng thời lượng:                        | Tổng thời lượng:                        | 07:52                                   |

### Phần 2
| Phát hành vào ngày 6 tháng 12 năm 2018 | Phát hành vào ngày 6 tháng 12 năm 2018  | Phát hành vào ngày 6 tháng 12 năm 2018 | Phát hành vào ngày 6 tháng 12 năm 2018 | Phát hành vào ngày 6 tháng 12 năm 2018 | Phát hành vào ngày 6 tháng 12 năm 2018 |
| STT                                    | Nhan đề                                 | Phổ lời                                | Phổ nhạc                               | Artist                                 | Thời lượng                             |
| -------------------------------------- | --------------------------------------- | -------------------------------------- | -------------------------------------- | -------------------------------------- | -------------------------------------- |
| 1.                                     | "Into My Heart" (그대가 이렇게 내 맘에) | Hen                                    | Hen                                    | Lee So-ra                              | 03:21                                  |
| 2.                                     | "Into My Heart" (Inst.)                 |                                        | Hen                                    |                                        | 03:21                                  |
| Tổng thời lượng:                       | Tổng thời lượng:                        | Tổng thời lượng:                       | Tổng thời lượng:                       | Tổng thời lượng:                       | 06:42                                  |

### Phần 3
| Phát hành vào ngày 13 tháng 12 năm 2018 | Phát hành vào ngày 13 tháng 12 năm 2018 | Phát hành vào ngày 13 tháng 12 năm 2018 | Phát hành vào ngày 13 tháng 12 năm 2018 | Phát hành vào ngày 13 tháng 12 năm 2018 | Phát hành vào ngày 13 tháng 12 năm 2018 |
| STT                                     | Nhan đề                                 | Phổ lời                                 | Phổ nhạc                                | Artist                                  | Thời lượng                              |
| --------------------------------------- | --------------------------------------- | --------------------------------------- | --------------------------------------- | --------------------------------------- | --------------------------------------- |
| 1.                                      | "Don't Hesitate" (망설이지 마요)        | Nam Hye-seung, Park Jin-ho              | Nam Hye-seung, Park Jin-ho              | Yong Jun-hyung (Highlight)              | 03:35                                   |
| 2.                                      | "Don't Hesitate" (Inst.)                |                                         | Nam Hye-seung, Park Jin-ho              |                                         | 03:35                                   |
| Tổng thời lượng:                        | Tổng thời lượng:                        | Tổng thời lượng:                        | Tổng thời lượng:                        | Tổng thời lượng:                        | 07:10                                   |

### Phần 4
| Phát hành vào ngày 20 tháng 12 năm 2018 | Phát hành vào ngày 20 tháng 12 năm 2018 | Phát hành vào ngày 20 tháng 12 năm 2018 | Phát hành vào ngày 20 tháng 12 năm 2018 | Phát hành vào ngày 20 tháng 12 năm 2018 | Phát hành vào ngày 20 tháng 12 năm 2018 |
| STT                                     | Nhan đề                                 | Phổ lời                                 | Phổ nhạc                                | Artist                                  | Thời lượng                              |
| --------------------------------------- | --------------------------------------- | --------------------------------------- | --------------------------------------- | --------------------------------------- | --------------------------------------- |
| 1.                                      | "The Night" (그 밤)                     | Lee Shin-hyung, d.ear                   | d.ear                                   | Eric Nam                                | 03:40                                   |
| 2.                                      | "The Night" (Inst.)                     |                                         | d.ear                                   |                                         | 03:40                                   |
| Tổng thời lượng:                        | Tổng thời lượng:                        | Tổng thời lượng:                        | Tổng thời lượng:                        | Tổng thời lượng:                        | 07:20                                   |

### Phần 5
| Phát hành vào ngày 26 tháng 12 năm 2018 | Phát hành vào ngày 26 tháng 12 năm 2018 | Phát hành vào ngày 26 tháng 12 năm 2018 | Phát hành vào ngày 26 tháng 12 năm 2018 | Phát hành vào ngày 26 tháng 12 năm 2018 | Phát hành vào ngày 26 tháng 12 năm 2018 |
| STT                                     | Nhan đề                                 | Phổ lời                                 | Phổ nhạc                                | Artist                                  | Thời lượng                              |
| --------------------------------------- | --------------------------------------- | --------------------------------------- | --------------------------------------- | --------------------------------------- | --------------------------------------- |
| 1.                                      | "Flutter" (설렘)                        | Dong Woo-seok                           | Dong Woo-seok                           | O.WHEN                                  | 03:54                                   |
| 2.                                      | "Flutter" (Inst.)                       |                                         | Dong Woo-seok                           |                                         | 03:54                                   |
| Tổng thời lượng:                        | Tổng thời lượng:                        | Tổng thời lượng:                        | Tổng thời lượng:                        | Tổng thời lượng:                        | 07:48                                   |

### Phần 6
| Phát hành vào ngày 3 tháng 1 năm 2019 | Phát hành vào ngày 3 tháng 1 năm 2019 | Phát hành vào ngày 3 tháng 1 năm 2019 | Phát hành vào ngày 3 tháng 1 năm 2019 | Phát hành vào ngày 3 tháng 1 năm 2019 | Phát hành vào ngày 3 tháng 1 năm 2019 |
| STT                                   | Nhan đề                               | Phổ lời                               | Phổ nhạc                              | Artist                                | Thời lượng                            |
| ------------------------------------- | ------------------------------------- | ------------------------------------- | ------------------------------------- | ------------------------------------- | ------------------------------------- |
| 1.                                    | "Take Me On" (나를 데려가 라)         | Nam Hye-seung, JELLO ANN              | Nam Hye-seung, Park Sang-hee          | SAya                                  | 03:41                                 |
| 2.                                    | "Take Me On" (나를 데려가 라)         | Nam Hye-seung, JELLO ANN              | Nam Hye-seung, Park Sang-hee          | SALTNPAPER                            | 03:41                                 |
| Tổng thời lượng:                      | Tổng thời lượng:                      | Tổng thời lượng:                      | Tổng thời lượng:                      | Tổng thời lượng:                      | 07:22                                 |

### Phần 7
| Phát hành vào ngày 10 tháng 1 năm 2019 | Phát hành vào ngày 10 tháng 1 năm 2019 | Phát hành vào ngày 10 tháng 1 năm 2019 | Phát hành vào ngày 10 tháng 1 năm 2019 | Phát hành vào ngày 10 tháng 1 năm 2019 | Phát hành vào ngày 10 tháng 1 năm 2019 |
| STT                                    | Nhan đề                                | Phổ lời                                | Phổ nhạc                               | Artist                                 | Thời lượng                             |
| -------------------------------------- | -------------------------------------- | -------------------------------------- | -------------------------------------- | -------------------------------------- | -------------------------------------- |
| 1.                                     | "Always Be With You" (그대여야만 해요) | Bily Acoustie                          | Bily Acoustie                          | Baek A-yeon                            | 04:41                                  |
| 2.                                     | "Always Be With You" (Inst.)           |                                        | Bily Acoustie                          |                                        | 04:41                                  |
| Tổng thời lượng:                       | Tổng thời lượng:                       | Tổng thời lượng:                       | Tổng thời lượng:                       | Tổng thời lượng:                       | 09:22                                  |

### Phần 8
| Phát hành vào ngày 17 tháng 1 năm 2019 | Phát hành vào ngày 17 tháng 1 năm 2019 | Phát hành vào ngày 17 tháng 1 năm 2019 | Phát hành vào ngày 17 tháng 1 năm 2019 | Phát hành vào ngày 17 tháng 1 năm 2019 | Phát hành vào ngày 17 tháng 1 năm 2019 |
| STT                                    | Nhan đề                                | Phổ lời                                | Phổ nhạc                               | Artist                                 | Thời lượng                             |
| -------------------------------------- | -------------------------------------- | -------------------------------------- | -------------------------------------- | -------------------------------------- | -------------------------------------- |
| 1.                                     | "Fairytale" (동화)                     | Nam Hye-seung, Park Jin-ho             | Nam Hye-seung, Park Jin-ho             | Ra.D                                   | 05:07                                  |
| 2.                                     | "Fairytale" (Inst.)                    |                                        | Nam Hye-seung, Park Jin-ho             |                                        | 05:07                                  |
| Tổng thời lượng:                       | Tổng thời lượng:                       | Tổng thời lượng:                       | Tổng thời lượng:                       | Tổng thời lượng:                       | 10:14                                  |

### Phần 9
| Phát hành vào ngày 24 tháng 1 năm 2019 | Phát hành vào ngày 24 tháng 1 năm 2019 | Phát hành vào ngày 24 tháng 1 năm 2019 | Phát hành vào ngày 24 tháng 1 năm 2019 | Phát hành vào ngày 24 tháng 1 năm 2019 | Phát hành vào ngày 24 tháng 1 năm 2019 |
| STT                                    | Nhan đề                                | Phổ lời                                | Phổ nhạc                               | Artist                                 | Thời lượng                             |
| -------------------------------------- | -------------------------------------- | -------------------------------------- | -------------------------------------- | -------------------------------------- | -------------------------------------- |
| 1.                                     | "Good Night" (안녕히 주무세요)         | Han Jae-wan                            | Han Jae-wan                            | Seo Ji-an                              | 03:37                                  |
| 2.                                     | "Good Night" (Inst.)                   |                                        | Han Jae-wan                            |                                        | 03:37                                  |
| Tổng thời lượng:                       | Tổng thời lượng:                       | Tổng thời lượng:                       | Tổng thời lượng:                       | Tổng thời lượng:                       | 07:14                                  |

| Disc 2: | Disc 2:                             | Disc 2:                     | Disc 2:    |
| STT     | Nhan đề                             | Artist                      | Thời lượng |
| ------- | ----------------------------------- | --------------------------- | ---------- |
| 1.      | "Boyfriend (ver.1) (Opening Theme)" | Nam Hye Seung,Park Sang Hee | 1:11       |
| 2.      | "I Never Knew"                      | Nam Hye Seung,Park Sang Hee | 2:56       |
| 3.      | "Hongje-Dong playground"            | Nam Hye Seung,Park Sang Hee | 2:13       |
| 4.      | "Every Breathe"                     | Nam Hye Seung,Park Sang Hee | 4:4        |
| 5.      | "Road to you"                       | Nam Hye Seung,Park Sang Hee | 3:26       |
| 6.      | "Love Birds"                        | Nam Hye Seung,Park Sang Hee | 4:19       |
| 7.      | "The Night Sky of Cuba"             | Nam Hye Seung,Park Sang Hee | 3:33       |
| 8.      | "Tomorrow we meet again"            | Nam Hye Seung,Park Sang Hee | 3:08       |
| 9.      | "The EvenFall"                      | Nam Hye Seung,Park Sang Hee | 4:16       |

## Tỷ suất người xem
- Trong bảng dưới đây, số màu xanh chỉ tỷ lệ người xem thấp nhất và số màu đỏ chỉ tỷ lệ người xem cao nhất.
- Không có biểu thị rằng đánh giá không được biết.

| 1          | 28 tháng 11 năm 2018 | 8.683% (1st)  | 11.454% (1st) | 9.4%  | 10.7% |
| 2          | 29 tháng 11 năm 2018 | 10.329% (1st) | 12.868% (1st) | 11.0% | 12.6% |
| 3          | 5 tháng 12 năm 2018  | 9.251% (1st)  | 11.772% (1st) | 10.2% | 11.5% |
| 4          | 6 tháng 12 năm 2018  | 9.264% (1st)  | 11.468% (1st) | 9.2%  | —     |
| 5          | 12 tháng 12 năm 2018 | 8.513% (1st)  | 10.575% (1st  | 10.5% | 12%   |
| 6          | 13 tháng 12 năm 2018 | 8.594% (1st)  | 10.906% (1st) | 8.1%  | —     |
| 7          | 19 tháng 12 năm 2018 | 8.592% (1st)  | 10.612% (1st) | 8.6%  | —     |
| 8          | 20 tháng 12 năm 2018 | 9.166% (1st)  | 11.776% (1st) | 7.7%  | —     |
| 9          | 2 tháng 1 năm 2019   | 7.810% (1st)  | 9.845% (1st)  | 7.2%  | —     |
| 10         | 3 tháng 1 năm 2019   | 7.962% (1st)  | 9.590% (1st)  | 7.7%  | —     |
| 11         | 9 tháng 1 năm 2019   | 7.513% (1st)  | 9.310% (1st)  | 7.5%  | —     |
| 12         | 10 tháng 1 năm 2019  | 7.623% (1st)  | 9.630% (1st)  | 7.3%  | —     |
| 13         | 16 tháng 1 năm 2019  | 7.927% (1st)  | 10.043% (1st) | 8.0%  | —     |
| 14         | 17 tháng 1 năm 2019  | 7.702% (1st)  | 9.678% (1st)  | 7.4%  | —     |
| 15         | 23 tháng 1 năm 2019  | 7.999% (1st)  | 10.590% (1st) | 7.9%  | —     |
| 16         | 24 tháng 1 năm 2019  | 8.678% (1st)  | 11.161% (1st) | 7.4%  | —     |
| Trung bình | Trung bình           | 8.475%        | 10.704%       | 8.4%  | -     |

- Lưu ý: Bộ phim này được phát sóng trên truyền hình cáp/trả phí nên số lượt người xem sẽ thấp hơn so với truyền hình miễn phí công cộng (KBS, SBS, MBC, EBS).